# Coffea mangoroensis
Coffea mangoroensis är en måreväxtart som beskrevs av Porteres. Coffea mangoroensis ingår i släktet Coffea och familjen måreväxter. Inga underarter finns listade i Catalogue of Life.